# The Sex Monster
The Sex Monster (br: Criei um Monstro / pt: A Monstra do Sexo) é um filme norte-americano de 1999, escrito e dirigido por Mike Binder.  

## Sinopse
Um empreiteiro insatisfeito com a monotonia do casamento consegue convencer a esposa a convidar outra mulher e experimentar sexo a três, mas é surpreendido por sua esposa, que se transforma numa verdadeira maníaca sexual. 

## Elenco
- Mike Binder – Marty Barnes
- Mariel Hemingway – Laura Barnes
- Renée Humphrey – Didi
- Christopher Lawford – Dave Pembroke
- Kevin Pollak – Dr. Jerry Berman
- Stephen Baldwin – Murphy
- Anita Barone – Carol